# Lythrodontas
Lythrodontas (en griego, Λυθροδόντας) es un pueblo ubicado en el distrito de Nicosia, en Chipre. Según el censo de 2021, tiene una población de 3.124 habitantes.